# Diplazium sammatii
Diplazium sammatii är en majbräkenväxtart som först beskrevs av Oskar Kuhn och som fick sitt nu gällande namn av Carl Frederik Albert Christensen.
Diplazium sammatii ingår i släktet Diplazium och familjen Athyriaceae. Inga underarter finns listade i Catalogue of Life.